# Soling
Soling – klasa łodzi żaglowej, zaprojektowana przez norweskiego inżyniera Jana Hermana Lingego, z ożaglowaniem typu slup (ze spinakerem).
Soling był monotypem balastowym. Do Igrzysk Olimpijskich dopuszczono go w 1972.

## Informacje techniczne
- długość: 8,15 m,
- szerokość: 1,9 m,
- zanurzenie: 1,3 m,
- powierzchnia ożaglowania: 21,7 m²,
- ciężar: 1015 kg,
- balast: 580 kg[1].